# TVdirekt
TVdirekt ist eine 14-täglich erscheinende Programmzeitschrift, die seit 1998 vom Gong Verlag herausgegeben wird, der zur Funke Mediengruppe (ehemals WAZ-Mediengruppe) gehört.
Nach eigenen Angaben ist die Zielgruppe eine „junge, dynamische Leserschaft mit höherem Männeranteil“. Das Alter der Zielgruppe ist zwischen 14 und 49 Jahren. Das Durchschnittsalter der Leserschaft liegt bei 43,6 Jahren, davon sind 52 % Männer und 48 % Frauen.
Der Schwerpunkt der TV-Zeitschrift liegt auf Spielfilmen. Die Spielfilm-Highlights werden von der eigenen Programmredaktion bewertet und als täglicher „Top-Tipp“ dargestellt. Der Mantelteil befasst sich vorwiegend mit Kino, DVD, Internet, Reisen, Lifestyle, Fitness und Finanzen.
TVdirekt steht im Bereich der Niedrigpreis-Programmzeitschriften in Konkurrenz zu tv14. Die aktuelle Auflage liegt bei 717.584 Exemplaren. Der Einzelhandelsverkaufspreis beträgt 1,59 Euro. Es werden täglich 47 Programme auf fünf Seiten und Empfehlungen auf drei Seiten aufgeführt.
Die Zeitschrift wird zu einem höheren Preis auch mit einer DVD-Beilage angeboten. Jedoch erscheint die TVdirekt mit DVD nur in unregelmäßigen Abständen.
Seit 2012 gibt es TVdirekt als App für das iPad und Android-Tablets sowie für den PC.